# 1 E16 s
Cet article liste des exemples de temps de l'ordre de 1016 s, soit 10 millions de milliards de secondes, afin de comparer différents ordres de grandeur.

## Exemples
| Durée ( × 1016) s | Unités usuelles         | Événement                                                                                      |
| ----------------- | ----------------------- | ---------------------------------------------------------------------------------------------- |
| 0,71              | 225 millions d'années   | Temps depuis la fin du Permien (fin du Paléozoïque) et le début du Trias (début du Mésozoïque) |
| 0,71              | 226 millions d'années   | Temps d'une révolution du Système solaire autour du centre de notre Galaxie                    |
| 0,88              | 280 millions d'années   | Temps depuis la fin du Carbonifère et le début du Permien                                      |
| 1,00              | 10 pétasecondes         | 320 millions d'années                                                                          |
| 1,07              | 340 millions d'années   | Durée depuis la fin du Dévonien (début du Carbonifère)                                         |
| 1,26              | 400 millions d'années   | Durée depuis la fin du Silurien (début du Dévonien)                                            |
| 1,33              | 420 millions d'années   | Durée depuis l'apparition des premiers Amphibiens                                              |
| 1,37              | 435 millions d'années   | Durée depuis la fin de l'Ordovicien (début du Silurien)                                        |
| 1,58              | 500 millions d'années   | Durée depuis la fin du Cambrien (début de l'Ordovicien)                                        |
| 1,70              | 540 millions d'années   | Durée depuis la fin du Précambrien (début du Cambrien)                                         |
| 1,83              | 580 millions d'années   | Durée depuis la fin possible de la glaciation Varanger                                         |
| 1,89              | 600 millions d'années   | Durée depuis les premiers êtres multicellulaires complexes                                     |
| 2,22              | 703,8 millions d'années | Demi-vie de l'uranium 235                                                                      |
| 2,37              | 750 millions d'années   | Durée depuis le début possible de la glaciation Varanger                                       |
| 3,94              | 1 248 millions d'années | Demi-vie du potassium 40                                                                       |

Une année est une année julienne = 365,25 × 24 × 3600 = 31 557 600 s (exactement)